# Trlić
Trlić (cyr. Трлић) – wieś w Serbii, w okręgu kolubarskim, w gminie Ub. W 2011 roku liczyła 877 mieszkańców.